# Earle Wheeler
Earle Gilmore Wheeler (Washington, 13 gennaio 1908 – Contea di Frederick, 18 dicembre 1975) è stato un generale statunitense, Capo di stato maggiore dell'Esercito degli Stati Uniti dal 1962 al 1964 e Capo dello stato maggiore congiunto dal 1964 al 1970, detenendo quest'ultima posizione durante la maggior parte della Guerra del Vietnam.

## Biografia

### Primi anni di vita ed educazione
Wheeler nacque a Washington il 13 gennaio 1908 da Dock Stone e Ida Gilmore. Fu in seguito adottato dal secondo marito della madre. Intraprese la carriera militare nel 1924 all'età di 16 anni, come soldato nella Compagnia E, del 21° Genieri, della Guardia nazionale del Distretto della Columbia. Venne promosso a sergente nel 1926, poi nel 1928 venne congedato con onore per potersi iscrivere alla United States Military Academy. Si laureò in tale accademia nel 1932 e venne commissionato nella fanteria. Dopo essersi laureato si sposò con Frances "Betty" Rogers Howell, che aveva incontrato durante una festa di società nel 1930. Dal 1932 al 1936 prestò servizio nel 29º reggimento di fanteria, poi frequentò in seguito la scuola di fanteria nel 1937. Dal 1937 al 1940 prestò servizio nel 15º reggimento di fanteria stazionato in Cina dal 1937 al 1938.

### Carriera militare
Dal 1940 al 1941, fu istruttore di matematica all'accademia di West Point. Avanzando in grado da comandante di battaglione a maggiori incarichi più importanti, addestrò le nuove formate 36ª divisione di fanteria e 99ª divisione di fanteria dal 1941 al 1944, poi venne trasferito in Europa nel novembre 1944 come capo di stato maggiore della nuova formata 63ª divisione di fanteria.
Wheeler servì in posizioni nello stato maggiore in diverse specialità, incluso il rifornimento, l'intelligence, la pianificazione e l'armamento.
Nel tardo 1945, fece ritorno negli Stati Uniti come istruttore di artiglieria a Fort Sill, poi venne nuovamente trasferito in Germania dove rimase dal 1947 al 1949 come ufficiale di stato maggiore dello United States Constabulary (in passato VI Corps), che occupava la Germania. Nel 1950 frequentò il National War College. Poi venne nuovamente trasferito in Europa come ufficiale di stato maggiore nella NATO, in una diversa serie di ruoli. Dal 1951 al 1952 ebbe il comando del 351º reggimento di fanteria, che controllava il Territorio Libero di Trieste, una posizione nella linea del fronte della Guerra fredda.
Nel 1955, Wheeler entrò a far parte dello stato maggiore generale al Pentagono. Nel 1958 prese il comando della 2ª Divisione corazzata. Nel 1959 ebbe l'ulteriore comando del 3º Corpo d'armata. Divenne Direttore dello stato maggiore congiunto nel 1960. Nel 1962 fu per un breve periodo vice-comandante in capo di tutte le forze statunitensi dislocate in Europa prima di essere nominato Capo di stato maggiore dell'Esercito degli Stati Uniti nello stesso anno.

### Capo dello stato maggiore congiunto
Il presidente Lyndon B. Johnson nominò Wheeler nella posizione di Capo dello stato maggiore congiunto nel luglio 1964 andando a rimpiazzare in tale carica il generale Maxwell Taylor. La tenuta di questa posizione da parte di Wheeler andò and intrecciarsi con l'aumento del ruolo militare statunitense nella Guerra del Vietnam.
L'ascensione di Wheeler alla più alta carica militare statunitense, a scapito di ufficiale con maggiore esperienza militare di lui, gli fece attirare diverse critiche. L'allora capo di stato maggiore dell'Aeronautica statunitense Curtis LeMay, lo soprannominò "Polly Parrot" ("Polly il Pappagallo") e affermò che Wheeler aveva ottenuto una medaglia per aver "Combattuto nella Battaglia di Fort Benning", una località dell'Esercito statunitense in Georgia dove Wheeler aveva servito durante la maggior parte della Seconda guerra mondiale.
In questa posizione supervisionò e supporto l'espansione del ruolo militare statunitense in Vietnam durante la metà degli anni' 60, supportando costantemente le richieste dei comandanti sul campo per un maggiore afflusso di truppe e maggiore autorità operativa. In diverse occasioni spronò il presidente Johnson ad ordinare duri attacchi sul Vietnam del Nord tramite l'aumento delle campagne aeree di bombardamento. In questo modo affermava di poter ridurre le perdite statunitensi sul campo. Allo stesso tempo, preferì quella che vedeva come una realistica valutazione delle forze militari del Vietnam del Sud. Questa visione gli fece guadagnare la reputazione di un "Falco".
Insieme al generale William Westmoreland, comandante in capo delle truppe statunitensi in Vietnam e al presidente Johnson, spinse ad aumentare il numero delle truppe statunitensi in Vietnam in seguito all'Offensiva del Têt del febbraio 1968. I media statunitensi al tempo indicarono ripetutamente l'Offensiva del Têt come una vittoria dei Viet Cong. A questa seguì una nota notizia nel 1967 che citava uno sconosciuto generale statunitense (in seguito identificato nella persona del generale Frederick Weyand) che affermava che la situazione in Vietnam si trovava in uno "stallo". Questa era una visione a cui Wheeler aderiva nei circoli confidenziali. Ciò nonostante, Wheeler riguardo a questo affermava che la massiccia presenza statunitense in Vietnam andava a togliere le capacità militari statunitensi in altre parti del mondo. In seguito Wheeler richiese altre 205.000 truppe sul campo, per essere impiegate in riserve mobili, ma intendeva far rimanere queste truppe negli Stati Uniti come riserva attiva. Il presidente statunitense affermò che questa richiesta non era facilmente realizzabile. Insieme all'Offensiva del Têt e alla sfiducia dell'opinione pubblica statunitense, questa richiesta rifiutata spinse il presidente Johnson all'ultima decisione per una de-escalation della Guerra del Vietnam.
Dopo l'elezione del nuovo presidente Richard Nixon, Wheeler supervisionò l'implementazione di un programma di "Vietnamizzazione", nel quale le truppe sudvietnamite avrebbero dovuto aumentare il loro coinvolgimento nel conflitto per permettere alle truppe statunitensi di ritirarsi dal Vietnam.
Wheeler si ritirò dall'esercito nel luglio 1970. In quel momento era il più longevo Capo dello stato maggiore congiunto, avendo servito in tale posizione per sei anni. In seguito al suo ritiro, venne decorato con la Defense Distinguished Service Medal primo ad essere decorato con tale medaglia.
Wheeler morì nella Contea di Frederick in Maryland a causa di un attacco di cuore il 18 dicembre 1975.

### Vita privata
Wheeler fu sopravvissuto da sua moglie, Frances Howell "Betty" Wheeler, da un figlio, due nipoti e due pro-nipoti.